# Purificación Angue Ondo
Purificación Angue Ondo là một nhà ngoại giao từ Guinea Xích đạo, và đại sứ của đất nước Hoa Kỳ. Bà đã có một "vai trò quan trọng trong việc thúc đẩy vị thế của phụ nữ trong và ngoài biên giới của đất nước bà".

## Sự nghiệp
Angue Ondo được đào tạo như một giáo viên, và bắt đầu làm giáo viên vào năm 1964. Đến năm 1968, bà đã rời giảng dạy và đang làm việc tại Bộ Ngoại giao, khi bà bị bắt, lần đầu tiên trong vài vụ bắt giữ trong năm năm tiếp theo, vì những lý do bà không hoàn toàn chắc chắn.
Dưới thời Tổng thống Francisco Macías Nguema, bà đã bị giam giữ nhiều lần, và cuối cùng trốn sang nước láng giềng Gabon, nơi bà sống lưu vong từ năm 1973 đến 1980, dạy tiếng Tây Ban Nha tại một trường học ở đó.
Năm 1981, bà được bổ nhiệm làm Thứ trưởng Bộ Lao động, An sinh Xã hội và Thúc đẩy Phụ nữ. Vào những năm 1990, Angue Onde làm việc tại Bộ Xúc tiến Phụ nữ của Guinea Xích đạo trước khi tiếp tục làm Đại sứ tại Cameroon và kể từ năm 2005, Đại sứ Hoa Kỳ.

## Cuộc sống cá nhân
Angue Ondo là một phụ huynh đơn thân và là mẹ của sáu đứa trẻ.